# سفارت فرانسه در توکیو
سفارت فرانسه در توکیو (به لاتین: Embassy of France) یک سفارت و سازه (ساختمان) در ژاپن است که در توکیو واقع شده‌است.